# ریچی لویتیس
ریچی لویتیس (انگلیسی: Ricci Luyties؛ زادهٔ ۱۴ مهٔ ۱۹۶۲) بازیکن والیبال اهل ایالات متحده آمریکا بود.